# LOVE COOK Tour 2006 〜マスカラ毎日つけてマスカラ〜at Osaka-Jo Hall on 9th of May 2006
『LOVE COOK Tour 2006 〜マスカラ毎日つけてマスカラ〜at Osaka-Jo Hall on 9th of May 2006』は、日本のシンガーソングライター、大塚愛のライブビデオ。2006年7月26日にavex traxよりリリースされた。

## 概要
- 前作『JAM PUNCH TOUR 2005〜コンドルのパンツがくいコンドル〜』以来、1年ぶりのリリース。
- 2006年に行われた二度目のツアー「Toshiba mobile presents LOVE COOK Tour 2006 〜マスカラ毎日つけてマスカラ〜」ツアー最終日の5月9日・大阪城ホールの模様を収録。

## 収録内容
1. -Opening- love is born
2. 5:09a.m.
3. ビー玉
4. drop.
5. 甘い気持ちまるかじり
6. Birthday Song
7. フレンズ
8. 金魚花火
9. 大好きだよ。
10. プラネタリウム
11. Cherish
12. 黒毛和牛上塩タン焼680円
13. 東京ミッドナイト
14. SMILY
15. ラーメン3分クッキング
16. U-ボート
17. ポンポン
18. 羽ありたまご
19. ネコに風船
20. LOVE MUSiC

-Encore-
1. フレンジャー
2. Happy Days
3. さくらんぼ

## ツアー日程
| 公演数 | 開催日  | 会場                        |
| 01     | 4月1日  | 福岡サンパレス              |
| 02     | 4月2日  | 広島郵便貯金ホール          |
| 03     | 4月7日  | 新潟県民会館                |
| 04     | 4月8日  | 宮城県民会館                |
| 05     | 4月10日 | 札幌市民会館                |
| 06     | 4月12日 | 東京国際フォーラム・ホールA |
| 07     | 4月22日 | 横浜アリーナ                |
| 08     | 4月23日 | 横浜アリーナ                |
| 09     | 4月30日 | 名古屋レインボーホール      |
| 10     | 5月8日  | 大阪城ホール                |
| 11     | 5月9日  | 大阪城ホール                |